# Aguiar (Barcelos)
Aguiar é uma povoação portuguesa do Município de Barcelos que foi sede da extinta Freguesia de Aguiar, freguesia que tinha 3,44 km² de área e 546 habitantes (2011), e, por isso, uma densidade populacional de 158,7 hab/km².
A Freguesia de Aguiar foi extinta em 2013, no âmbito de uma reforma administrativa nacional, tendo sido agregada à Freguesia de Quintiães para formar uma nova freguesia denominada União das Freguesias de Quintiães e Aguiar com sede em Quintiães.

## População
| População da freguesia de Aguiar (1864 – 2011) | População da freguesia de Aguiar (1864 – 2011) | População da freguesia de Aguiar (1864 – 2011) | População da freguesia de Aguiar (1864 – 2011) | População da freguesia de Aguiar (1864 – 2011) | População da freguesia de Aguiar (1864 – 2011) | População da freguesia de Aguiar (1864 – 2011) | População da freguesia de Aguiar (1864 – 2011) | População da freguesia de Aguiar (1864 – 2011) | População da freguesia de Aguiar (1864 – 2011) | População da freguesia de Aguiar (1864 – 2011) | População da freguesia de Aguiar (1864 – 2011) | População da freguesia de Aguiar (1864 – 2011) | População da freguesia de Aguiar (1864 – 2011) | População da freguesia de Aguiar (1864 – 2011) |
| ---------------------------------------------- | ---------------------------------------------- | ---------------------------------------------- | ---------------------------------------------- | ---------------------------------------------- | ---------------------------------------------- | ---------------------------------------------- | ---------------------------------------------- | ---------------------------------------------- | ---------------------------------------------- | ---------------------------------------------- | ---------------------------------------------- | ---------------------------------------------- | ---------------------------------------------- | ---------------------------------------------- |
| 1864                                           | 1878                                           | 1890                                           | 1900                                           | 1911                                           | 1920                                           | 1930                                           | 1940                                           | 1950                                           | 1960                                           | 1970                                           | 1981                                           | 1991                                           | 2001                                           | 2011                                           |
| 475                                            | 398                                            | 388                                            | 381                                            | 393                                            | 396                                            | 439                                            | 438                                            | 452                                            | 549                                            | 530                                            | 498                                            | 551                                            | 574                                            | 546                                            |